# La piccola moschea nella prateria
La piccola moschea nella prateria (Little Mosque on the Prairie) è una serie televisiva canadese trasmessa tra il 2007 e il 2012 sul canale televisivo CBC Television.
La sitcom richiama, solo nel nome, una nota serie western degli anni '70, ma è ambientata nel XXI secolo in una piccola città del Saskatchewan, Mercy.

## Trama
Il giovane avvocato Amaar Rashid viene inviato come nuovo imam per la piccola comunità musulmana di Mercy, e si trova a dirigere una moschea, che si trova in affitto presso i locali della locale chiesa anglicana. La sitcom verte soprattutto sulle tematiche dell'integrazione dei musulmani in una società occidentale, tra slanci femministi e tentazioni integraliste, e nel rapporto di amicizia e rivalità con la comunità anglicana.

## Episodi
| Stagione         | Episodi | Prima TV Canada | Prima TV Italia |
| ---------------- | ------- | --------------- | --------------- |
| Prima stagione   | 8       | 2007            | 2012            |
| Seconda stagione | 20      | 2007-2008       | 2012            |
| Terza stagione   | 20      | 2008-2009       | 2012-2013       |
| Quarta stagione  | 18      | 2009-2010       | 2013            |
| Quinta stagione  | 13      | 2011            | inedita         |
| Sesta stagione   | 11      | 2012            | inedita         |

## In Italia
In Italia la serie viene trasmessa a partire dal 21 giugno 2012, quando nel pomeriggio Rai Uno trasmette fuori programma il primo episodio. La serie poi parte regolarmente, con la replica del primo episodio, il 30 giugno 2012, alle ore 8:20, su Rai 1. Viene trasmessa fino al 2 settembre 2012, dove viene interrotta al primo episodio della terza stagione. La serie è replicata su Rai Premium dal 3 dicembre 2012, ed il canale trasmette anche tutta la terza e la quarta stagione inedite.

## Edizione DVD
Le prime 5 stagioni sono uscite in DVD, zona 1, edite da Entertainment One fra il 2007 e il 2012. La grafica del logo dell'edizione DVD non usa l'immagine della moschea, a differenza della serie trasmessa in TV, e ricorda molto da vicino quella de La casa nella prateria.
| Stagione   | Dischi | Uscita DVD Canada | Dischi | Uscita DVD Italia |
| ---------- | ------ | ----------------- | ------ | ----------------- |
| Stagione 1 | 2      | 13 novembre 2007  |        |                   |
| Stagione 2 | 3      | 15 settembre 2009 |        |                   |
| Stagione 3 |        | 5 gennaio 2010    |        |                   |
| Stagione 4 |        | 25 gennaio 2011   |        |                   |
| Stagione 5 | 3      | 26 giugno 2012    |        |                   |